# 長谷雄草紙
『長谷雄草紙』（はせおぞうし）は、平安初期の文人・紀長谷雄にまつわる日本の絵巻物である。紙本著色、1巻で詞絵とも5段。縦29.6cm、横1001.9cm。永青文庫蔵、重要文化財。鎌倉から南北朝時代頃の作か。この物語の基本構造は、民間説話の笑い話「鼻高扇」と一致しており、元は優れた貴族の滑稽譚として成立したと見られる。物語の成立は鎌倉末まで遡ると考えられ、その短く平明な話の筋は後のお伽草紙の萌芽を示している。

## 内容

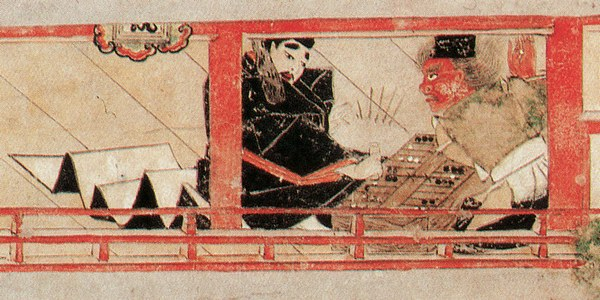
紀長谷雄と朱雀門の鬼の双六勝負

双六の名手でもある長谷雄のもとに、ある夕暮れに妙な男が現れて双六の勝負を申し込んだ。長谷雄は怪しみながらも、勝負を受けて立った。勝負の場として長谷雄が連れて来られたのは平安京の朱雀門であり、男は何の足がかりもなく門をするすると昇り、昇れずにいた長谷雄を担ぎ上げて楼上に昇った。この男こそ、朱雀門の鬼が化けた姿であった。
長谷雄は勝負に全財産を賭け、鬼は絶世の美女を賭けると言った。双六は長谷雄が勝ち続けた。勝負に敗れた鬼は後日、美しい女性を連れて長谷雄のもとを訪れ、百日間この女に触れてはならないと言い残し、女を置いて去って行った。

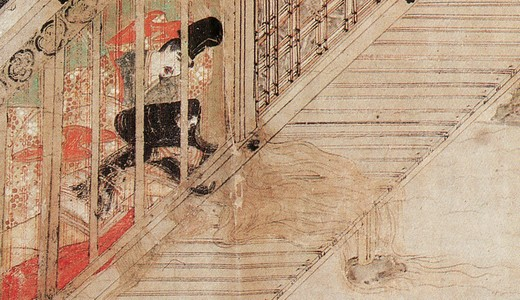
長谷雄が鬼から預かった女が水と化して流れ去る

長谷雄は最初は言いつけを守っていたものの、80日が過ぎる頃には我慢できなくなり、ついにその女を抱いた。たちまち女の体は、水と化して流れ去ってしまった。その女は、鬼が数々の人間の死体から良いところばかりを集めて作り上げたものであり、百日経てば本当の人間になるはずだった。
さらにその3か月後、長谷雄の乗る牛車のもとにあの鬼が現れ、長谷雄の不誠実を責めて襲い掛かった。長谷雄が北野天神を一心に念じると、天から「そこを去れ」との声があり、鬼は消えるように去って行ったという。

## 備考
- 朱雀門に棲んでいたといわれたこの鬼は、多くの鬼が現れたといわれる古代平安の都でも最も恐れられたが、一方では笛をたしなむなどの芸才もあった（『十訓抄』源博雅#逸話）といわれる。
- 厳密には13世紀成立の『十訓抄』から朱雀門の鬼は見られるが、内容は10世紀初頭の人物である源博雅とするため、物語の時系列上では9世紀の人物である紀長谷雄（『長谷雄草紙』）が先となる。一方で羅城門の鬼は室町期以降の創作である（当項目を参照）。

## 刊本
- 『日本絵巻大成 11　長谷雄草紙・絵師草紙』小松茂美,村松寧執筆　中央公論社　1977
- 『日本の絵巻 11 (長谷雄草紙.絵師草紙)』小松茂美編　中央公論社　1988

## 関連文献
- 楊暁捷『鬼のいる光景 『長谷雄草紙』に見る中世』2002年　角川叢書
- 安東民兒『消滅と再生の遊戯 長谷雄草紙の映像と時間』2006年　金壽堂出版